# Aeroportul Johan Pienaar
Aeroportul Johan Pienaar (IATA: KMH, ICAO: FAKU) este un aeroport din Provincia Northern Cape, Africa de Sud ce deservește zona Kuruman.
Situat la o altitudine de 1.332 m, aeroportul dispune de o singură pistă.